# Марсельське мило

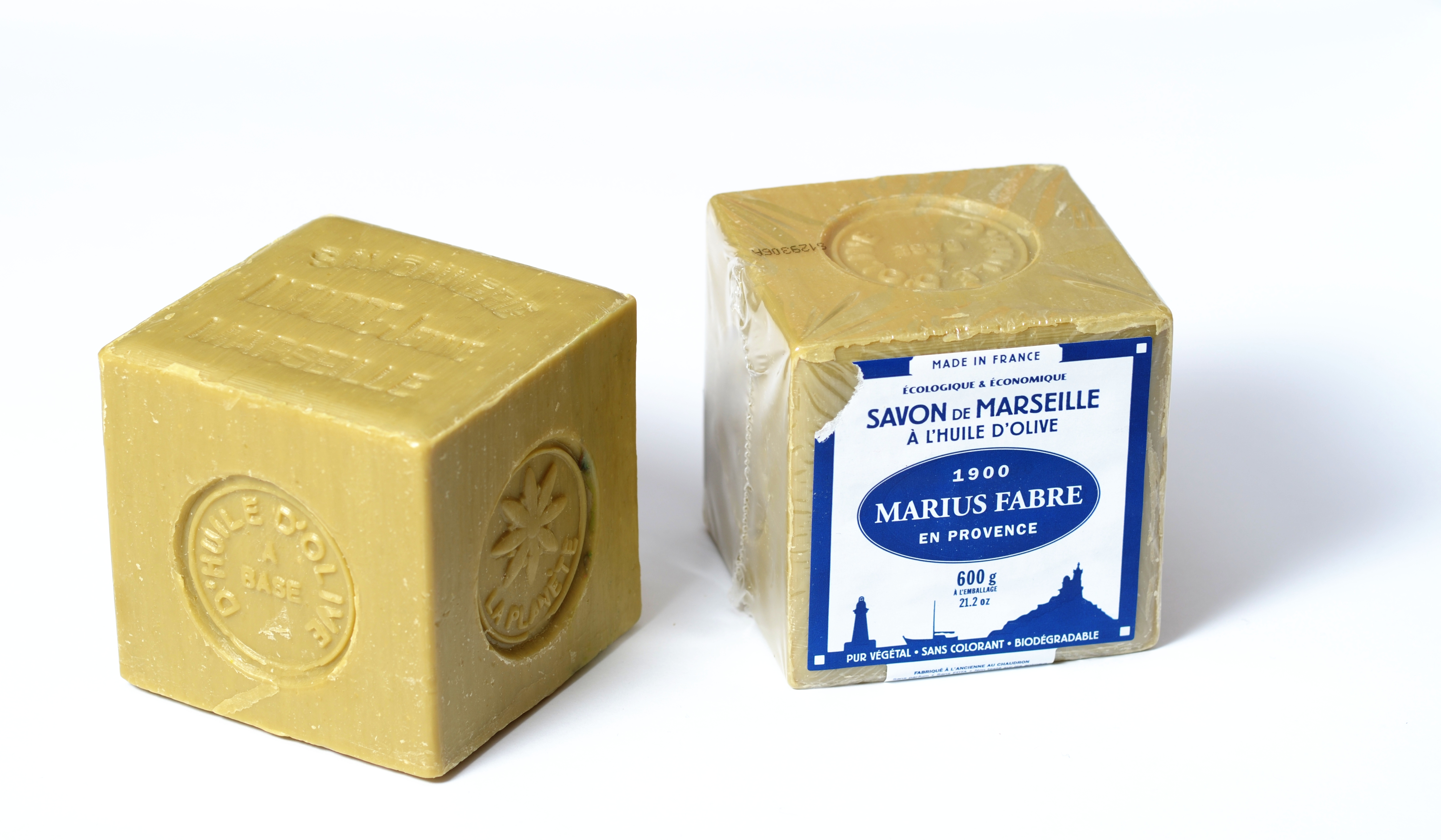
Марсельське мило Marius Fabre в блоках по 600 г

Марсельське мило (фр. Savon de Marseille, фр. вимова: [savɔ̃ də maʁsɛj]) — це традиційне тверде мило, виготовлене з рослинних олій, яке виробляється в околицях Марселя, Франція, вже близько 600 років. Перша документальна згадка про миловара з цього міста датується приблизно 1370 роком. У 1688 році Людовик XIV запровадив правила в Едикті Кольбера, що обмежували використання назви Savon de Marseille лише милом на основі оливкової олії. Згодом до закону були внесені поправки, які дозволили використовувати й інші рослинні олії.
До 1913 року виробництво досягло 180 тисяч тонн. Таким чином, у 1924 році в Марселі та Салоні-де-Прованс налічувалося 122 миловарні компанії разом узяті. Однак станом на 2023 рік залишилося лише чотири, і всі вони входили до асоціації під назвою «Союз професіоналів миловарів Марселя» (фр. Union des Professionnels du Savon de Marseille; UPSM).

## Виробництво

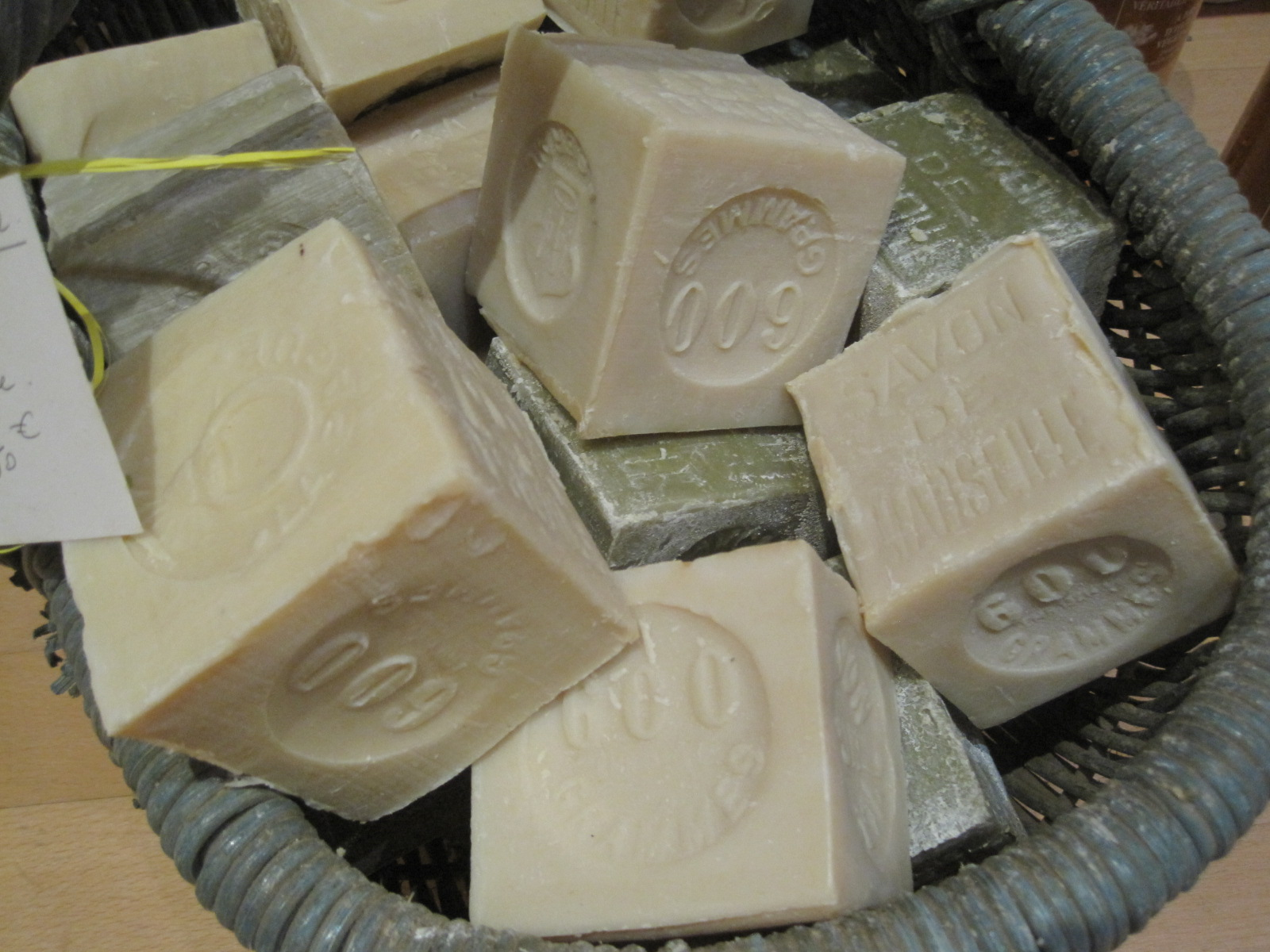
Марсельське мило у продажу на вуличному ринку Марселя

Традиційно мило виготовляється шляхом змішування морської води з Середземного моря, оливкової олії та лужної золи з морських рослин у великому казані (зазвичай становить близько 8 тонн). Потім цю суміш нагрівають протягом декількох днів при безперервному помішуванні. Суміш відстоюють до готовності, а потім виливають у форму і дають їй трохи застигнути. Поки вона ще м'яка, її розрізають на бруски, штампують і залишають до повного застигання. Весь процес може тривати від чотирнадцяти днів до місяця.

## Сьогодні
Сьогодні існує два основних види марсельського мила. Оригінальний сорт зеленуватого відтінку виготовляється з оливковою олією, а білий — із суміші пальмової та кокосової олії. Спочатку воно продавалося лише у блоках по 5 кг і 20 кг, а сьогодні зазвичай випускається у квадратиках вагою 300 г і 600 г. Хоча доступні й менші та більші розміри, від 15 г «гостьового мила» до самонарізного блоку вагою 10 кг.
Марсельське мило часто використовується для домашнього прибирання, в тому числі для ручного прання делікатних речей, наприклад, з вовни або шовку. У рідкому вигляді воно зазвичай продається як мило для рук. Воно також може використовуватися в сільському господарстві як пестицид.